# L'assassino più colto del mondo
L'assassino più colto del mondo (The Surgeon of Crowthorne: A Tale of Murder, Madness and the Love of Words, poi ripubblicato col titolo The Professor and the Madman: A Tale of Murder, Insanity, and the Making of the Oxford English Dictionary) è un saggio di Simon Winchester del 1998.
Il libro parla della nascita dell'idea di un dizionario per la lingua inglese, e dello sviluppo nel corso di vari decenni di quell'opera editoriale che attualmente si chiama Oxford English Dictionary.
Ma soprattutto è la storia del suo più famoso direttore editoriale, il dottor James Murray della Philological Society di Londra, e del suo più famoso collaboratore, William Chester Minor.

## Contenuto del libro
Nel 1915 il giornalista Hayden Church, sulla rivista Strand, narra la storia dell'incontro fra Murray e Minor. Il primo giunge alla dimora del secondo tramite un viaggio breve ma impegnativo. Scortato dai domestici nella sala principale della casa, davanti ad un uomo dietro una scrivania, Murray saluta in lui W.C. Minor, uno dei più importanti collaboratori degli ultimi vent'anni in cui Murray aveva lavorato all'Oxford English Dictionary. Murray lo ringrazia vivamente, ma l'uomo si alza e si scusa: non è Minor, bensì il direttore del manicomio criminale in cui Minor dimora da oltre vent'anni.
La storia raccontata da Church è del tutto inesatta, come si è scoperto dalla corrispondenza di Murray, ma all'epoca fece molto scalpore per la sua vena "romanzesca".
W.C. Minor è stato veramente rinchiuso per parecchi decenni in un manicomio criminale, ma l'incontro con Murray è avvenuto molto prima di quel che Church racconta. Murray sapeva benissimo di collaborare con una persona che in gioventù aveva commesso un omicidio spinto dalla schizofrenia che lo assillerà per tutta la vita, ma Minor era anche una persona di ottima compagnia e di straordinaria cultura. Egli collaborò per più di vent'anni alla stesura del dizionario che Murray stava dirigendo, fornendo centinaia di parole e migliaia di citazioni tratte da quei libri che erano il suo unico conforto nella cella del manicomio.
L'impegno di Minor era lo stesso a cui si sottoposero, nell'arco di più di 70 anni, centinaia di volontari fra l'Inghilterra e gli Stati Uniti. Il loro compito, ideato da Murray stesso, era semplicemente di leggere libri, segnando le parole degne di nota che man mano incontravano, insieme all'anno della prima apparizione e alla citazione che meglio rappresentasse la parola stessa. Questa è la procedura da cui nasce il primo dizionario completo della lingua inglese.
Ci sono dei precedenti dizionari, è vero, ma sono più raccolte di parole dettate dal gusto degli autori, mentre l'OED (sigla con cui gli inglesi identificano il dizionario) è un archivio fedele del lessico inglese.
Il saggio di Winchester si divide nel raccontare la storia del dizionario e quella dei suoi creatori (o collaboratori, nel caso di Minor), per poi focalizzarsi completamente, nell'ultima parte, sulla persona di Minor.

## Edizioni
- Simon Winchester, L'assassino più colto del mondo, traduzione di Cristina Leardini, collana Ingrandimenti, Mondadori, 1999,  p. 242, ISBN 88-04-45886-0.